# Данина Јефтић
Данина Јефтић (Сарајево, 9. новембар 1986) српска је глумица.

## Биографија
Због рата се сели у Аустралију где се бавила рукометом. Играла је за репрезентацију Аустралије. Касније се сели у Београд. Од малих ногу показује дар за глуму.
Почела је каријеру малим позоришним представама, и уписала Факултет драмских уметности у Београду. Прву улогу на телевизији, добила је у серији Паре или живот. Први филм у коме глуми је Монтевидео, Бог те видео!.

## Улоге

### Позоришне представе
| Представа        | Улога            | Текст                     | Драматургија /адаптација/ | Режија          | Позориште                    | Премијера         |
| ---------------- | ---------------- | ------------------------- | ------------------------- | --------------- | ---------------------------- | ----------------- |
| Сумњиво лице     | Марица           | Бранислав Нушић           | Божидар Ђуровић           | Божидар Ђуровић | Звездара театар              | 10. октобар 2009. |
| Харолд и Мод     | Роз              | Колин Хигинс              | Милена Деполо             | Милан Караџић   | Београдско драмско позориште | 6. јун 2010.      |
| Луди од терапије |                  | Кристофер Дуранг          | Иван Вуковић              | Иван Вуковић    | Установа културе Палилула    | 20. март 2012.    |
| Женска посла     | Катарина         | Милена Павловић Чучиловић | Милена Павловић Чучиловић | Марко Јовичић   | Београдско драмско позориште | 14. март 2017.    |
| Ријалити обрачун |                  | Вања Булић                | Раде Вукотић              | Раде Вукотић    |                              | 1. октобар 2017.  |
| Коферче          | Мурина Шапталска | Јуриј Пољаков             | Оља Ђорђевић              | Оља Ђорђевић    | Опера и театар Мадленијанум  | 12. април 2019.   |

### Филмографија
| Год.         | Назив                                  | Улога                       |
| ------------ | -------------------------------------- | --------------------------- |
| 2000-е       |                                        |                             |
| 2008.        | Паре или живот (серија)                | Маја                        |
| 2010-е       |                                        |                             |
| 2010.        | Монтевидео, Бог те видео!              | Роса                        |
| 2012.        | Монтевидео, Бог те видео! (серија)     | Роса                        |
| 2013.        | На путу за Монтевидео (серија)         | Роса                        |
| 2013.        | Будва на пјену од мора (серија)        | Хана                        |
| 2016.        | Победник остаје победник (кратки филм) | Жена                        |
| 2020-е       |                                        |                             |
| 2020—2022.   | Игра судбине (серија)                  | Kлаудија Чарапина           |
| 2021—2022.   | Клан (серија)                          | Славица                     |
| 2021.        | Камионџије д.о.о. (серија)             | Ђерасима                    |
| 2021.        | Дођи јуче (серија)                     | Ката                        |
| 2021—2022.   | Азбука нашег живота (серија)           | инспекторка Весна Живановић |
| 2023 - 2025. | Закопане тајне                         | Рената Јараковић            |
| 2024.        | Пелагијин венац                        | Даринка                     |

### Синхронизације
| Година     | Наслов                                      | Улога                                             |
| ---------- | ------------------------------------------- | ------------------------------------------------- |
| 2013.      | Крипи                                       | Крипи                                             |
| 2017-2018. | Ригл акедеми                                | Пинокија (С1Е1), Руби (С2) итд.                   |
| 2018.      | Ја сам Френки                               | Дејтон Рејес (неке епизоде С2)                    |
| 2018.      | Кућа Бука                                   | Лени (неке епизоде С4), Карлота Касагранде (С3-4) |
| 2018-2019. | Миракулус: Авантуре Бубамаре и Црног Мачора | Ајла Сезер                                        |
| 2018.      | Најбољи летачи                              | Беј (С1-С2Е23)                                    |
| 2018.      | Нела — витешка принцеза                     | Ждерица                                           |
| 2018.      | Тандерменови                                | Сара (С4)                                         |
| 2018.      | Цеца Переца                                 | додатни гласови                                   |
| 2018.      | Ухвати Ејса                                 | додатни гласови                                   |
| 2018.      | Уздизање нинџа корњача                      | Тејлор Мартин                                     |
| 2019.      | Апћиха!                                     | додатни гласови                                   |
| 2019.      | Деца с облака                               | Бубу Жута                                         |
| 2019.      | Еби Хечер                                   | Миранда Хечер (С1)                                |
| 2019.      | Мистерија породице Хантер                   | Доротеа „Доти“ Питерс (С3)                        |
| 2019.      | Нубови                                      | Нора (С1-С2Е1)                                    |
| 2019.      | Срећко (филм)                               | Срећкова мама                                     |
| 2019.      | Чудовишна екипа математичара                | Лили                                              |
| 2020.      | Лего: Градска посла                         | Керол То (С1Е3)                                   |
| 2020.      | Best Furry Friends                          | Касандра                                          |
| 2020.      | Ратови звезда: Побуњеници                   | Асока Тано                                        |
| 2020.      | Ратови звезда: Ратови клонова (2008)        | Асока Тано, додатни гласови                       |

## Награде
- Године 2013. са Милошем Биковићем за улоге у телевизијској серији На путу за Монтевидео добила је награду за глумачки пар године на 48. Филмским сусретима у Нишу.[14]